# Microxina lanceolata
Microxina lanceolata är en svampdjursart som beskrevs av Calcinai och Pansini 2000. Microxina lanceolata ingår i släktet Microxina och familjen Niphatidae. Inga underarter finns listade i Catalogue of Life.